# Berinda
Berinda Roewer, 1928 è un genere di ragni appartenente alla famiglia Gnaphosidae.

## Distribuzione
Le 6 specie note di questo genere sono diffuse nel bacino del Mediterraneo e nell'Asia centrale: la specie dall'areale più vasto è la B. amabilis reperita in località della Grecia, di Creta, della Russia, della Turchia e dell'Asia centrale.

## Tassonomia
Non sono stati esaminati esemplari di questo genere dal 2012.
Attualmente, ad aprile 2015, si compone di 6 specie:
- Berinda aegilia Chatzaki, 2002 — Grecia
- Berinda amabilis Roewer, 1928[2] — Grecia, Creta, Russia, Turchia, Asia centrale
- Berinda cooki Logunov, 2012 — Turchia
- Berinda cypria Chatzaki & Panayiotou, 2010 — Cipro
- Berinda ensiger (O. P.-Cambridge, 1874) — Grecia, Creta, Turchia
- Berinda hakani Chatzaki & Seyyar, 2010 — Turchia

### Sinonimi
- Berinda aculeata (Charitonov, 1946); trasferita dal genere Talanites e posta in sinonimia con B. amabilis Roewer, 1928 a seguito di un lavoro degli aracnologi Chatzaki, Thaler & Mylonas (2002a)[1].
- Berinda reimoseri (Bristowe, 1935); trasferita dal genere Drassodes e posta in sinonimia con B. ensigera (O. Pickard-Cambridge, 1874) a seguito di un lavoro degli aracnologi Chatzaki, Thaler & Mylonas (2002a)[1].